# Leopardus guttulus
El tirica (Leopardus guttulus), también denominado comúnmente gato tigre chico o gato pintado chico, es una especie de mamífero carnívoro de la familia de los felinos y del género Leopardus, que se distribuye en selvas subtropicales del centro-este de América del Sur. Al llegar la noche sale a recorrer su territorio en busca de los animales que constituyen su alimento: aves y roedores.

## Distribución
Se encuentra en el centro y sur de Brasil, en las selvas de Colombia, este de Bolivia, norte del Uruguay, Paraguay, y el norte de la Argentina.

## Hábitat
Se pueden encontrar en varios hábitats, en los que se encuentran bosques de pino, bosques tropicales, sabanas y en la vegetación cerca de las costas. No suelen vivir en pantanos.
En ocasiones también se pueden encontrar cerca de campos de cultivo, sobre todo cuando hay abundancia de roedores en dicho lugar.

## Taxonomía
Esta especie fue descrita originalmente en el año 1872 por el zoólogo alemán Reinhold Friedrich Hensel. Por mucho tiempo sólo fue considerada una subespecie de Leopardus tigrinus, es decir: Leopardus tigrinus guttulus.
Sin embargo, un estudio genético publicado en el año 2013 llevado a cabo sobre dos poblaciones de L. tigrinus de Brasil, las que aparentemente tenían continuidad geográfica, mostraron que entre sí carecían de flujo genético, lo que permitió su reconocimiento como integrantes cada una de sendas especies, L. guttulus en el sur y L. tigrinus en el noreste.
Las poblaciones australes de tirica muestran una reciente y continua hibridación con el gato montés del Cono Sur (L. geoffroyi) en la zona de contacto entre ambas, lo que se traduce en casos que presentan una mezcla interespecífica que llega a niveles extremos.